# 地球の放課後
『地球の放課後』（ちきゅうのほうかご）は、吉富昭仁による日本のSF漫画。『チャンピオンRED』（秋田書店）で2009年9月号から2012年7月号まで連載された。
2014年3月には原作にアテレコやSEを加えた、モーションコミックが配信された。全9話。

## 概要
謎の生命体「ファントム」によって人類のほとんどが消されてしまった中で、残された4人の少年少女の日常を描いた物語。4人が出会ってから1年後を舞台としている。
当初は4人が出会った経緯の詳細が描かれていないなど、物語の背景となる情報が少なかったが、物語が進行するにつれ徐々に様々な謎が解き明かされていく。なお、細かい設定を考え始めたのは5話目辺りからで、まずは状況だけを描いて、そこから導き出される答えを探る形にしており、4話目まではあえて設定を決めずに描いていたという。
男1人と女3人を中心に話が展開されるが、水着や入浴シーンなどはあるものの過激な性的描写はない。

## 登場人物
※ 声はモーションコミックのもの。
川村 正史（かわむら まさし）
声 - 赤羽根健治
本作の主人公。杉並区在住。早苗らと共に杉並の自宅で生活している。早苗らとは1年前の7月9日に渋谷で出会い一緒に行動するようになった。年齢は1巻当時で17歳と八重子が言っており、移動手段に使われる車は無免許での運転となる（治安機構が消滅しているため捕まることはない）。29話の時点で高校3年生相当の年齢となっている。
外見は大人しそうな少年風であるが、高校1年生の時に数学界の難問とされる「コティヤール予想」の第7段階を解いており、頭脳明晰と言える。そのため、常に物事や事象を冷静に分析し、ファントムについても様々な推測を行っている。また、そのほかにも菜園を作って野菜を栽培したり、ガソリンスタンドにて手動式の緊急用ポンプを取り扱ったりするなど、様々な分野の知識に精通しているようである。さらに、ファントム襲来時には自らおとり役になり早苗たちを助けるなど勇敢な一面も見せ、早苗らの精神的支柱となっている。一方、恋愛関係については非常に疎いところがあり、早苗や八重子から積極的な好意を向けられても全く気付いていない様子が散見される。また、絵はとても下手。女装がよく似合う（本人も当初はまんざらでもない様子であった）。
何度か時間を飛び、過去へタイムスリップしているが、その理由も物語終盤で明らかになる。
早苗（さなえ）
声 - 森谷里美
正史と共に生活する少女。黒い髪で、眼鏡をかけた女の子。年齢は29話の時点で高校2年生相当。胸が大きく、そのことを作中で何度もネタにされ、いじられることが多い。ファントムによって家族を消されるまでは千葉県在住であった。普段はセーラー服を着ているが、ナース服やメイド服のコスプレをすることもある（なお、1年前に杏南と出会った時は私服を着ていた）。10年前に千葉の実家で、時間を飛んできた正史と遭遇している。
八重子（やえこ）
声 - 中島唯
正史と共に生活する少女。茶色の髪をポニーテールにしている。年齢は29話の時点で高校3年生相当。多摩区在住であったが、ファントムによって家族を消された後は正史の家に身を寄せている。格式のある家の娘で、正史たちが八重子の実家を訪れた際、その家の大きさに一同驚いていた。本人いわく、親にムリヤリ勉強させられていたため、数学は得意とのこと。
杏南（あんな）
声 - 内田愛美
正史と共に生活する少女。奇矯な言動が多く、グループの笑いを誘うムードメーカー的な存在。以前は浅草に在住していた。大雨によって浅草の家が浸水し、新たな家を探すため父親と共に家を出たところで早苗と出会ったが、その夜ファントムの襲来に遭い、おとり役となった父親とはぐれてしまった（ただし、父親がファントムに消される直接的な描写はない）。杏南の11歳の誕生日をみんなで祝う話がある。
暗算能力が異常に高いというサヴァン症候群である。
清美（きよみ）
声 - 加隈亜衣
正史の妹。毎朝正史と一緒に登校するなど兄妹仲は良かったが、9歳の時にファントムに消されてしまった。杏南の夢に出てきたことがきっかけで、杏南と同い年であることが判明する。
鳳翔女子学園の生徒
声 - 井ノ上奈々
2年前に正史が毎朝登校途中にすれ違っていた女子生徒。当初は互いに会釈をする程度だったが、次第に話をするようになり、ファントム騒動の影響で鳳翔女子学園が閉鎖になる日には、放課後に再び会う約束をした。しかし、その日鳳翔女子学園にファントムが出没し、彼女が待ち合わせ場所に現れることはなかった。正史は結局彼女の名前を聞けなかったため、名前は不明。なお、正史は早苗らと出会った後、鳳翔女子学園にファントムが出没した2年前の日にタイムスリップしており、ファントムの襲来からこの女子生徒を救った。しかしこの時も結局名前は聞けないまま別れてしまった。
正史ら4人が出会ってから1周年のパーティーの席上で、正史が早苗らから恋の話を振られた際、回想としてこの女子生徒が出てきたことから、正史はこの女子生徒に少なからず恋心を抱いていたようである。
平川（ひらかわ）
八重子が通っていた高校の理科教師。大学で研究を続けたかったが、大学の教授の言いつけで臨時教員をしていた。医者の息子だったが、生徒たちのうわさ話によると医者を継がなかったため親に勘当されており、苦労をしているようであった。普段はそのような素振りは全く見せず、いつも涼しい顔で何があっても動じなかったが、正史がコティヤール予想の第7段階を解いたことを報じる記事を見た時は興奮していた。
正史たちが生き残った人を探していたときに偶然平川の家を発見したが、そこに平川の姿はなかった。すでにファントムに消されたと考えられたが、平川が遺した日記にはファントムの謎を解明する手がかりのような記述があり、正史は平川が自らの推測を確かめるべくファントムに自ら飛び込んでいったのではないかと推測している。
ぽんきち
杏南が飼っていた猫。杏南が父親と浅草の家を出たときに家に置いてきたようだが、杏南の夢にぽんきちが出てきた直後、現実の世界でもぽんきちが杏南たちの前に現れた。杏南はぽんきちが浅草から追いかけて来たと思い驚いたが、正史はぽんきちからシャンプーの香りがすることに気づき、最近まで誰かに飼われていたのではないかと推測。その謎は、物語終盤で明らかになる。
アップル
正史が1年ほど前に山で出会い、傷の手当てをしたニホンオオカミ。正史は当初は子犬と思っていて連れて帰ろうとしたが、すぐにいなくなってしまった。1年後、偶然再会したときに、ニホンオオカミであると判明した。
アップルという名前は、正史があげたビスケットは食べずにリンゴを食べたことから、正史が名付けた。
ビスケット
アップルの子供のニホンオオカミ。足に怪我を負い鳥に襲われそうになっていたところを正史に助けられた。これがきっかけとなり、正史はアップルと再会した。
ビスケットという名前は、正史があげたビスケットを食べたことから、正史が名付けた。
田中（たなか）
アップルの奥さんのニホンオオカミ。子供（ビスケット）を守るため正史に襲い掛かろうとしたが、アップルが間に入ったことで、襲うのを止めた。
田中という名前は、再び正史の前に現れた際、杏南が名付けた。
ファントム
世界中の人類のほとんどを消してしまった謎の生命体。詳細は不明。全身が黒く、基本的には手足があるなど生物らしい形態をしているが、その身体は自在に変形させることができる。球体状となって現れる場合もあるが、その場合、しばらくすると周りの物質を巻き込んで突然消滅してしまう（杏南はこれを「具合の悪いファントム」と言った）。また、人の姿になって現れ人間をおびき寄せることがある。その際、死んだはずの人間まで姿を現すことがあり、そのことから「ファントム」（亡霊）と名付けられたようである。
2年ほど前から人類の前に現れ始めた。当初は海外で出没していたが、程なくして日本国内にも出没するようになり、1年かけてほとんどの人類を消していったとされる。
時々正史らの前に姿を現し襲い掛かってくることがある。破壊音に敏感という性質を持つため、正史らの前にファントムが現れた際には、正史がバットでガラスを割るなどしてファントムを誘導していた。

## 書誌情報
- 吉富昭仁 『地球の放課後』秋田書店《チャンピオンREDコミックス》、全6巻
  1. 2010年2月19日発売 ISBN 978-4-253-23433-7
  2. 2010年9月17日発売 ISBN 978-4-253-23434-4
  3. 2011年3月18日発売 ISBN 978-4-253-23435-1
  4. 2011年9月20日発売 ISBN 978-4-253-23436-8
  5. 2012年3月19日発売 ISBN 978-4-253-23437-5
  6. 2012年7月20日発売 ISBN 978-4-253-23438-2